# 2182 Semirot
2182 Semirot este un asteroid din centura principală, descoperit pe 21 martie 1953 de Goethe Link Obs..